# 산마주

산마주의 기(旗)

산마주(Sanma)는 바누아투 북부에 위치한 주로, 바누아투에서 큰 섬인 에스피리투산토섬(오스트레일리아 시드니에서 북동쪽으로 약 2,500km 정도 떨어진 곳에 위치한 섬)을 관할한다. 주도는 루간빌이며 인구는 54,184명, 면적은 4,248km2이다. 주 이름은 산토섬(에스피리투산토섬, (Espiritu) Santo)와 말로섬(Malo)의 합성어이다.